# Энычаваям
Энычаваям — река на Камчатке. Протекает по территории Пенжинского района Камчатского края России. На реке расположен посёлок Таловка.
Название в переводе с корякского Энъычьаваям — «быстрая река».
Длина реки — 311 км. Площадь водосборного бассейна — 7930 км². Протекает по территории Пенжинского района Камчатского края. Берёт истоки в узкой межгорной впадине Корякского нагорья. В низовьях выходит на Парапольский дол. Впадает в реку Таловка на 151 км от её устья по правому берегу.
Название в переводе с коряк. Энъычъаваям — быстрая река.
На реке разрешено любительское и спортивное рыболовство.